# Атлантический томкод
 Атлантический томкод (лат. Microgadus tomcod) — вид морских лучепёрых рыб из семейства тресковых. Распространены в северо-западной части  Атлантического океана.

## Описание
Тело удлинённое, сужается к хвостовому стеблю, покрыто мелкой циклоидной чешуёй. Нижняя челюсть короче верхней. На нёбе нет зубов. Подбородочный усик короткий. Глаза относительно небольшие, их диаметр составляет 16—20% от длины головы. На первой жаберной дуге 16—21 жаберных тычинок. Три спинных и два анальных плавника, чётко отделены друг от друга. Вторые лучи брюшных плавников нитевидные, удлинённые, их окончания достигают середины первого анального плавника. Боковая линия светлая, идёт прямо от головы до начала второго спинного плавника, а затем изгибается вниз и продолжается до начала хвостового плавника. На голове нет пор боковой линии.  Окончания парапофизов не расширены. Хвостовой плавник закруглённый. Окраска верхней части тела от оливково-коричневой до зелёной или жёлтой, брюхо светлое. По бокам тела и плавникам разбросаны тёмные пятнышки .
Максимальная длина тела 38,1 см .

## Биология
Придонные рыбы, обитают в прибрежье на глубине до 70 м. Весной при прогреве прибрежных вод перемещаются в более глубокие воды с низкой температурой, осенью возвращаются ближе к берегу. Могут нереститься как в эстуариях, так и в пресной воде. Известны чисто пресноводные популяции в нескольких озёрах. Икра эвригалинная, может нормально развиваться как в пресной воде, так и воде солёностью до половины от полносолёной морской воды.
Питаются мелкими ракообразными (креветки, амфиподы), также в состав рациона входят полихеты, мелкие моллюски, кальмары и мелкие рыбы.

## Ареал
Распространены в северо-западной части Атлантического океана от юга Лабрадора и Ньюфаундленда до Виргинии.

## Взаимодействие с человеком
Нерегулярный промысел ведут Канада и США. Ловят сетями, ловушками и ярусами. В 1950—1960-е годы уловы достигали 1600 тонн. В 2000—2010-е годы ловили не более 170 тонн. Популярный объект спортивной рыбалки.
За период с 1947 по 1976 года компания «Дженерал электрик» сбросила в реку Гудзон почти 590 тонн полихлорированных дифенилов. За это время атлантические томкоды за счёт мутаций выработали устойчивость к данным токсикантам